# Триполитов, Николай Ильич
Никола́й Ильи́ч Триполи́тов (26 октября 1894, Одесса — 18 мая 1972, Париж) — танцовщик, хореограф, певец и дирижёр; русский офицер, участник белогвардейского движения. 
Во втором браке — муж Ольги Смирновой, в третьем — Ксении Триполитовой.

## Биография
Николай Триполитов — выпускник Одесского кадетского корпуса. После Октябрьской революции 1917 года он участвовал в Гражданской войне, служил офицером в Добровольческой армии генерала П. Н. Врангеля. В 1922 году вместе с частями Белой армии покинул Россию, где осталась его семья, и эмигрировал в Константинополь.
Поначалу брался за любую возможность для заработка: в 1922–1923 годах выступал в опереточной группе Далецкой и Ардатова, играл в театре «Синяя птица», где участвовал в скетчах и мелодраматических номерах, исполнял характерные танцы в ресторане «Яр», затем работал в мюзик-холле «Скейтинг» и, в паре с Е. Н. Муравьевой, в «Очаге русских артистов». Одновременно занимался балетом у Елизаветы Глюк, дававшей классы в Константинопольской консерватории.
Образовал вместе с танцовщицей Ольгой Смирновой дуэт «Смирнова и Триполитов», исполняющий эксцентрические балетные миниатюры и отличающийся сложными поддержками. В 1923 году вместе с ней дебютировал в парижском ресторане «Максим», где их заметил начинающий балетный импресарио Василий Воскресенский. Николай и Ольга вместе с несколькими другими танцовщиками — женой Воскресенского Ниной Леонидовой, Елизаветой Глюк и Дмитрием Гречихиным — вошли в состав его первой гастрольной труппы — «Русского балета В. де Базиля», совершившей турне по французской и бельгийской провинции с репертуаром, состоявшим из отдельных номеров:31.
Начиная с 1925 года Николай и Ольга выступали и как самостоятельная антреприза и в составе балетной труппы Русской оперы, организованной в Париже театральным агентством «Зербазон», учредителями которого были Воскресенский — де Базиль, Игнатий Зон и князь Церетели.
До того, как в первой половине 1930-х годов дуэт «Смирнова и Триполитов» распался, Николай с женой побывали с гастролями в различных городах Франции, Испании, США, Великобритании, Дании, Швеции и Бельгии, также выступали в парижском театре «Палас».
В 1933 Николай выступил как певец, записав в Германии вместе с хором донских казаков Сергея Жарова свою единственную пластинку. В этот период он также начал заниматься дирижированием.
12 июня 1936 года Ольга умерла от перитонита. В том же году Николай познакомился в Париже с юной Ксенией Рубом и организовал с ней новый дуэт. Вскоре, несмотря на 20-летнюю разницу в возрасте, они поженились. Выступали вместе с самостоятельными номерами вплоть до 1949 года. В 1948 году участвовали в полугодовом турне «Оригинального Русского балета» де Базиля по Испании и Португалии, ставшим последним для труппы — Николай выходил в пантомимных партиях и характерных танцах, а Ксения танцевала в составе кордебалета.
В 1950-х в Париже Николай создал вокально-танцевальный ансамбль «Тройка», просуществовавший до середины 1960-х. Он делал концертные программы ансамбля, дирижировал его казачьим хором, совершал с ним гастрольные поездки, выступив в Италии, Бельгии, Германии и Египте.
После 1955 года Николай пел в Хоре григорианского пения Константина Трофимова и периодически им руководил. Начиная с 1962 года он хормейстер и дирижёр Хора черноморских казаков в Германии, в репертуаре которого были как духовные песнопения, так и светская музыка. В 1964 году выступал с этим хором по Франции. Затем был руководителем Хора волжских казаков в Германии.
На протяжении своей творческой жизни Николай Триполитов многократно участвовал в благотворительных концертах, вечерах и балах, организованных различными организациями Русского зарубежья: «Союзом русских шофёров», «Союзом русских военных инвалидов», «Союзом российских кадетских корпусов», «Союзом советских патриотов» (1945—1947), «Объединением для защиты угнетённых народов» . В 1954 году он стал членом Общекадетского объединения в Париже.
Скончался в Париже 18 мая 1972 года. Похоронен на кладбище Сент-Женевьев-де-Буа.